# Требче
Требче (словен. Trebče) — поселення в общині Бистриця-об-Сотлі, Савинський регіон, Словенія. 
Висота над рівнем моря: 252,5 м.